# Corriente de Spitzbergen
La corriente de Spitzbergen es la parte más septentrional de la corriente del Atlántico Norte. Está separada de la corriente noruega en la zona de la llanura abisal noruega. Es la más septentrional de las llamadas corrientes oceánicas. Mantiene el paso del Atlántico Norte a las Spitzbergen libre de hielo durante la mayor parte del año.